# Земен радиус
Радиус на Земята или Земен радиус е разстоянието от центъра на Земята до точка на нейната повърхност. Стойността му се изменя от максимална {\displaystyle a} = 6378,137 km на екватора до минимална {\displaystyle b} = 6357,752314 km на двата полюса. Разликата между полярния и екваториалния радиус се дължи на неправилната форма на Земята. Понякога като мерна единица в астрономията и геофизиката се използва среден (номинален) радиус на Земята {\displaystyle R}, обозначен в астрономията със символа R🜨. В друг контекст се обозначава {\displaystyle R_{E}} или понякога {\displaystyle {\mathcal {R}}_{\mathrm {eE} }^{\mathrm {N} }}.
Средният радиус на Земята е {\displaystyle R\approx 6371\,\mathrm {km} }.

## Формулировки и използвани стойности
Тъй като земното или морското равнище (геоидът) няма точна сферична форма, но е сплескано с около 21 км (0,335 %) на полюсите, терминът „глобус“ трябва да бъде дефиниран по-подробно за по-точни подробности за неговия радиус. Най-често се използват следните стойности:
1. Екваториален радиус {\displaystyle R_{a}=a=6\,378\,137\,\mathrm {m} }, равен на международно установената стойност на голямата полуос {\displaystyle a} на средния земен елипсоид GRS 80, или
  - Екваториален радиус Ra = {\displaystyle a} = 6 378 388 m на по-стария елипсоид на Хейфорд от 1924 г.
2. Средноаритметичен радиус {\displaystyle R_{c}={\frac {1}{3}}(2a+b)=6371,008767\approx 6371,009\,\mathrm {km} }
3. Среден радиус {\displaystyle R_{2}=6\,371\,007,176\,\mathrm {m} } на сфера с еднаква площ с елипсоида GRS 80
4. Среден радиус {\displaystyle R_{3}=6\,371\,000,785\,\mathrm {m} } на сфера с еднакъв обем {\displaystyle a.a.b} с куб със страни полуосите на елипсоида GRS 80
5. Закръглена стойност {\displaystyle R\approx 6\,371\,\mathrm {km} } до върха, или
  - По-старата стойност R = 6 371,2 км (елипсоид на Хейфорд 1924)

### Радиуси на някои важни земни елипсоиди
| Eлипсоид         | Година  | Екваториален радиус {\displaystyle a} | Полярен радиус {\displaystyle b} | Средно аритметичен радиус {\displaystyle R} |
| ---------------- | ------- | ------------------------------------- | -------------------------------- | ------------------------------------------- |
| GRS 80, WGS 84   | 1979    | 6 378 137,0 m                         | 6 356 752,314 m                  | 6 371 008,8 m                               |
| WGS 72           | 1972    | 6 378 135,0 m                         | 6 356 750,5 m                    | 6 370 998,9 m                               |
| Международен     | 1967    | 6 378 165,0 m                         | 6 356 779,702 m                  | 6 371 028,6 m                               |
| Хейфорд          | 1910/24 | 6 378 388,0 m                         | 6 356 911,946 m                  | 6 371 221 m                                 |
| Бесел            | 1841    | 6 377 397,155 m                       | 6 356 078,962 m                  | 6 370 283 m                                 |
| Перу / Лапландия | 1740    | 6 379 500 m                           | 6 349 800 m                      | 6 369 600 m                                 |

## Изчисления за радиуса на Земята
Ранните измервания определят разстоянието от екватора до полюса по меридиана 10 000 km. На тази дъга съответства радиус приблизително 6 367 km, което е близо до половината между минималния и максималния радиус. Въпреки това по-добра средна стойност обикновено се счита определената по формулата
{\displaystyle R_{c}={\frac {1}{3}}(2a+b)=6371,008767\approx 6371,009\,\mathrm {km} }
за елипсоида WGS84, като в границата на малко изравняване средната квадратична относителна грешка в оценките за разстояние е сведена до минимум с 0,3% променливост (± 10 km).
Тогава средната дължина на дъга 1° от повърхността на Земята {\displaystyle l=111,111111\,\mathrm {km} } при идеална сферична форма с постоянен радиус.
Земята не е идеална сфера, а приблизително сплескан сфероид (елипса, завъртяна около малката си ос) с по-голям радиус на екватора, отколкото на полюсите. Когато е посочен само един радиус, Международният астрономически съюз (IAU) предпочита това да бъде екваториалният радиус.  Международният съюз по геодезия и геофизика (IUGG) препоръчва три стойности: средната аритметична стойност {\displaystyle R_{1}=R} на радиусите, измерени в две точки на екватора {\displaystyle a} и полюс {\displaystyle b}; автоалният радиус {\displaystyle R_{2}}, който е радиусът на сфера със същата повърхност; и обемния радиус {\displaystyle R_{3}}, който е радиусът на сфера със същия обем като елипсоида.  И трите стойности са около 6 371 километра.
Има много други начини за определяне и измерване на земния радиус. Няколко дефиниции дават стойности извън диапазона между полярен радиус и екваториален радиус, тъй като включват локална или геоидална топология или защото зависят от абстрактни геометрични съображения.
По дефинираните средни радиуси може да се извършват различни изчисления (ортодромия, еквивалентен радиус на Земята и др.) без отчитане на полярното свиване при среден радиус на Земята, еднакъв за всички географски ширини.
Абсолютно точно изчисление на радиуса на Земята може да се извърши, ако се използва следната универсална формула с отчитане на географската ширина {\displaystyle \varphi } в градуси:
{\displaystyle R_{y}={\frac {1}{3}}(2a{\frac {90-\varphi }{60}}+b{\frac {\varphi }{30}})}.
От тук се получава:
- При {\displaystyle \varphi =0}°, на екватора {\displaystyle R_{0}=a}.
- На полюсите {\displaystyle \varphi =90}° и {\displaystyle R_{90}=b}.
- Средният радиус на Земята е равен действителния при {\displaystyle \varphi =30}° северна и южна ширина {\displaystyle R=R_{30}}.
- За средна географска ширина {\displaystyle \varphi =43}° земният радиус е {\displaystyle R_{43}=6367,92} km.

## Радиус и местни условия
Като се имат предвид местни и преходни влияния върху височината на повърхността, определените стойности за радиуса на Земята се основават на модел с „общо предназначение“, прецизиран възможно най-точно в глобален мащаб в рамките на 5 м от еталонната височина на елипсоида и до 100 м от средното морско равнище (пренебрегвайки височината на геоида).
Освен това радиусът може да се изчисли от кривината на Земята в дадена точка. Подобно на тороид, кривината в дадена точка ще бъде най-голяма (най-тясна) в една посока (север-юг на Земята) и най-малка (най-плоска) перпендикулярно (изток-запад). Съответният радиус на кривината зависи от местоположението и посоката на измерване от тази точка. Вследствие на това разстоянието до истинския хоризонт при екватора е малко по-малко в посока север-юг, отколкото в посока изток-запад.
В обобщение, местните изменения на терена не позволяват да се определи един „точен“ радиус. Човек може да възприеме само идеализиран модел. След оценката на Ератостен са създадени много модели. В исторически план тези модели се основават на регионална топография, давайки най-добрия референтен елипсоид за изследваната зона. Тъй като сателитното дистанционно наблюдение и особено Глобалната система за позициониране придобиха значение, бяха разработени истински глобални модели, които, макар и не толкова точни за регионална работа, най-добре приближават Земята като цяло.

## Еквивалентен радиус на Земята
При изчисляване разпространението на радиовълните е по-удобно криволинейните им траектории вследствие рефракцията да се приемат за праволинейни. За целта обаче се налага да се смята, че те се разпространяват не над реална земна повърхност с радиус R, а над въображаема земна повърхност с еквивалентен радиус Re. При нормална атмосферна рефракция радиовълните се разпространяват по дъга с радиус ρ = 25000 km с изпъкналата част нагоре, а ако се приеме траекторията за права линия, радиусът на нейната кривина е безкрайно голям ρе = {\displaystyle {\infty }}. Тези величини са свързани с уравнението за относителна кривина в геометрията
{\displaystyle {\frac {1}{R}}-{\frac {1}{R_{e}}}={\frac {1}{\rho }}-{\frac {1}{\rho _{e}}}}, или в случая
{\displaystyle {\frac {1}{R}}-{\frac {1}{R_{e}}}={\frac {1}{\rho }}-{\frac {1}{\infty }}={\frac {1}{\rho }}},
откъдето еквивалентият радиус на Земята е
{\displaystyle R_{e}={\frac {\rho R}{\rho -R}}}.
При нормална рефракция и среден земен радиус R = 6371 km еквивалентият радиус е
{\displaystyle R_{e}=8549,841645\,\mathrm {km} \approx 8550\,\mathrm {km} }.
За средна географска ширина {\displaystyle \varphi =43}° земният радиус R = 6367,92 km и еквивалентият радиус на Земята е {\displaystyle R_{e}=8544,295645\,\mathrm {km} \approx 8544\,\mathrm {km} }.